# Acrosanthes decandra
Acrosanthes decandra là một loài thực vật có hoa trong họ Phiên hạnh. Loài này được Fenzl mô tả khoa học đầu tiên năm 1838.